# لويس-فيليب بيكار
لويس-فيليب بيكار هو دبلوماسي ومحامي وسياسي كندي، ولد في 12 أغسطس 1899 في ريفيار دو لو في كندا، وتوفي في 22 مايو 1959 في مدينة كيبك في كندا بسبب خثار. نشط حزبياً في الحزب الليبرالي الكندي. وقد انتخب عضو مجلس العموم الكندي.